# Episodi di Nip/Tuck (sesta stagione)
La sesta ed ultima stagione di Nip/Tuck è stata trasmessa negli Stati Uniti dal 14 ottobre 2009 al 3 marzo 2010 sul canale televisivo FX Networks.
In Italia è stata trasmessa dal 29 settembre 2010 al 9 febbraio 2011 su Mya della piattaforma Mediaset Premium.
In chiaro è stata trasmessa  dal 15 novembre al 21 dicembre 2012 su Italia 1, in orario notturno.
Anche se originariamente è stata pensata una settima stagione, i restanti nove episodi sono stati uniti alla sesta stagione.
| nº | Titolo                   | Prima TV USA     | Prima TV Italia   |
| -- | ------------------------ | ---------------- | ----------------- |
| 1  | Don Hoberman             | 14 ottobre 2009  | 29 settembre 2010 |
| 2  | Enigma                   | 21 ottobre 2009  | 6 ottobre 2010    |
| 3  | Briggette Reinholt       | 28 ottobre 2009  | 13 ottobre 2010   |
| 4  | Jenny Juggs              | 4 novembre 2009  | 20 ottobre 2010   |
| 5  | Abigail Sullivan         | 11 novembre 2009 | 27 ottobre 2010   |
| 6  | Alexis Stone             | 18 novembre 2009 | 3 novembre 2010   |
| 7  | Alexis Stone II          | 25 novembre 2009 | 10 novembre 2010  |
| 8  | Lola Wlodkowski          | 2 dicembre 2009  | 17 novembre 2010  |
| 9  | Benny Nilsson            | 9 dicembre 2009  | 24 novembre 2010  |
| 10 | Wesley Clovis            | 16 dicembre 2009 | 1º dicembre 2010  |
| 11 | Dan Daly                 | 6 gennaio 2010   | 8 dicembre 2010   |
| 12 | Willow Banks             | 13 gennaio 2010  | 15 dicembre 2010  |
| 13 | Joel Seabrook            | 20 gennaio 2010  | 22 dicembre 2010  |
| 14 | Sheila Carlton           | 27 gennaio 2010  | 5 gennaio 2011    |
| 15 | Virginia Hayes           | 3 febbraio 2010  | 12 gennaio 2011   |
| 16 | Dr. Griffin              | 10 febbraio 2010 | 19 gennaio 2011   |
| 17 | Christian Troy II        | 17 febbraio 2010 | 26 gennaio 2011   |
| 18 | Walter and Edith Krieger | 24 febbraio 2010 | 2 febbraio 2011   |
| 19 | Hiro Yoshimura           | 3 marzo 2010     | 9 febbraio 2011   |